# Castello imperiale

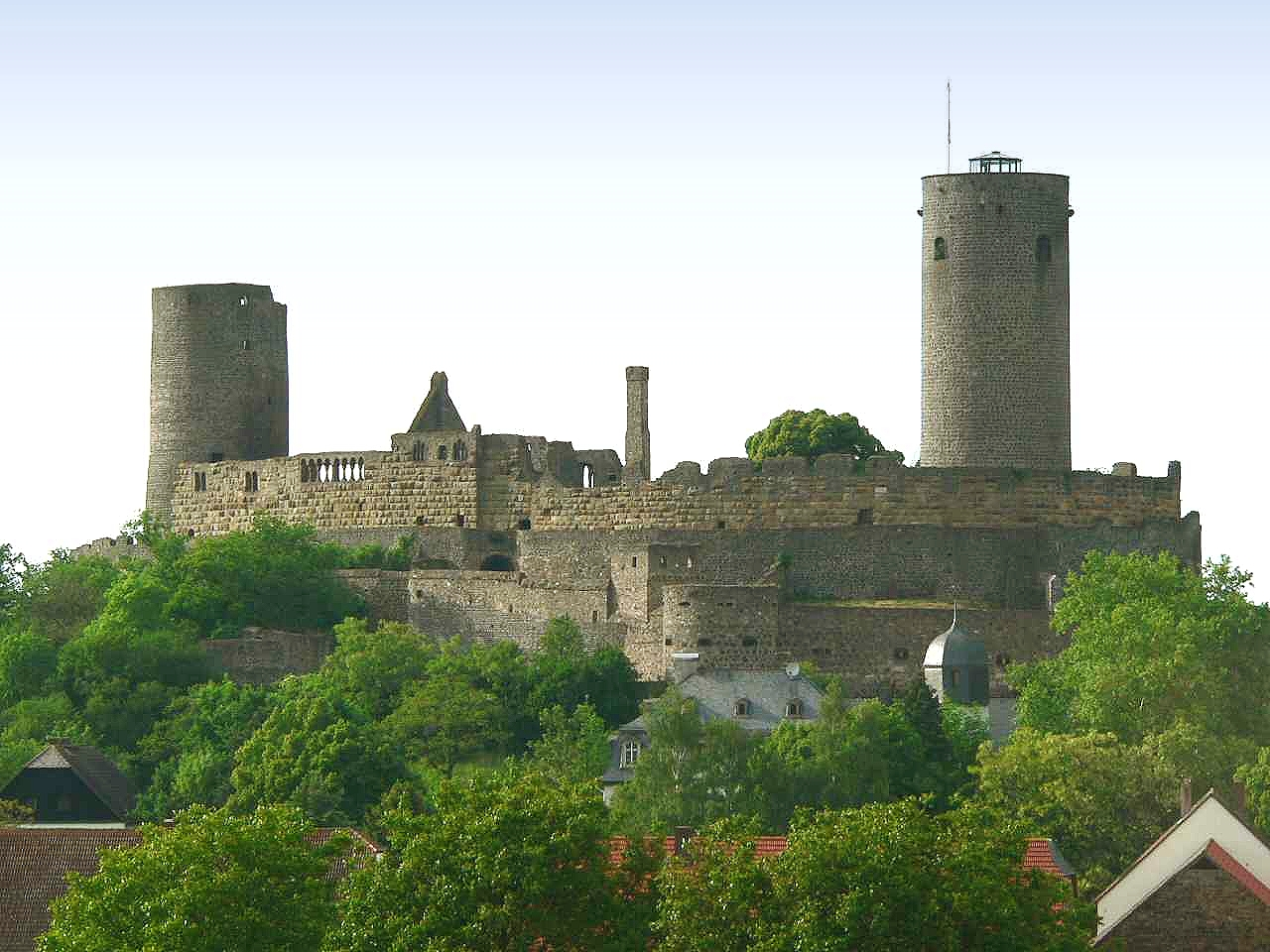
Il castello imperiale di Münzenberg, Assia, Germania

Un castello imperiale o Reichsburg era un castello costruito per ordine dell'Imperatore del Sacro Romano Impero, la cui gestione era affidata a un Reichsministeriales o a un Burgmannen. Non è possibile fare una chiara distinzione tra i castelli imperiali e i palazzi imperiali fortificati (Pfalzes), perché molti castelli imperiali furono usati dai re tedeschi per soggiorni temporanei. Molti castelli imperiali furono costruiti nell'era degli Hohenstaufen in regioni come la Svevia, la Franconia, il Palatinato e l'Alsazia, dove vi era un'alta densità di proprietà imperiali (Reichsgüter).

## Elenco dei castelli imperiali (Reichsburgen)

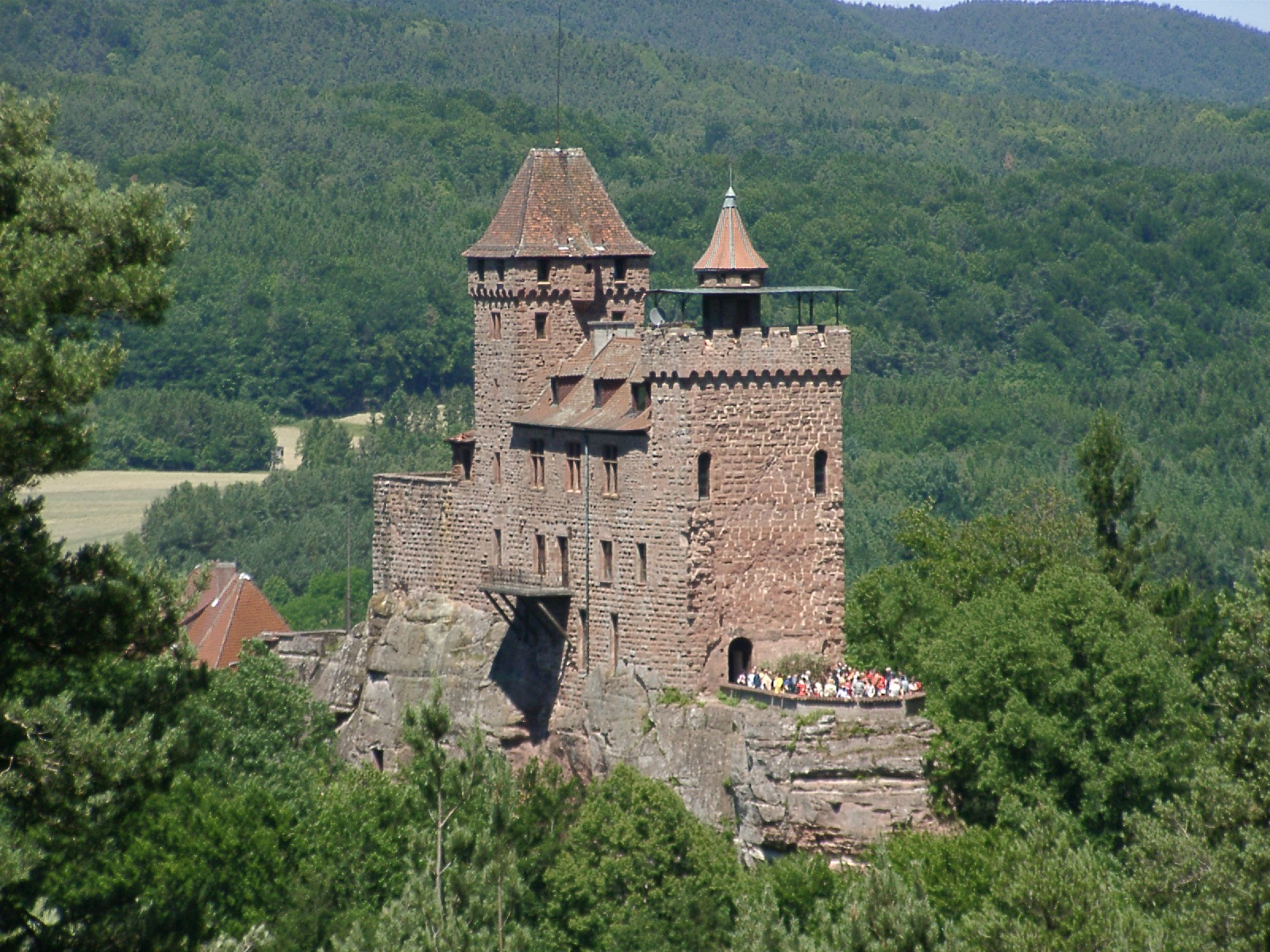
Il castello imperiale di Berwartstein, Palatinato, Germania

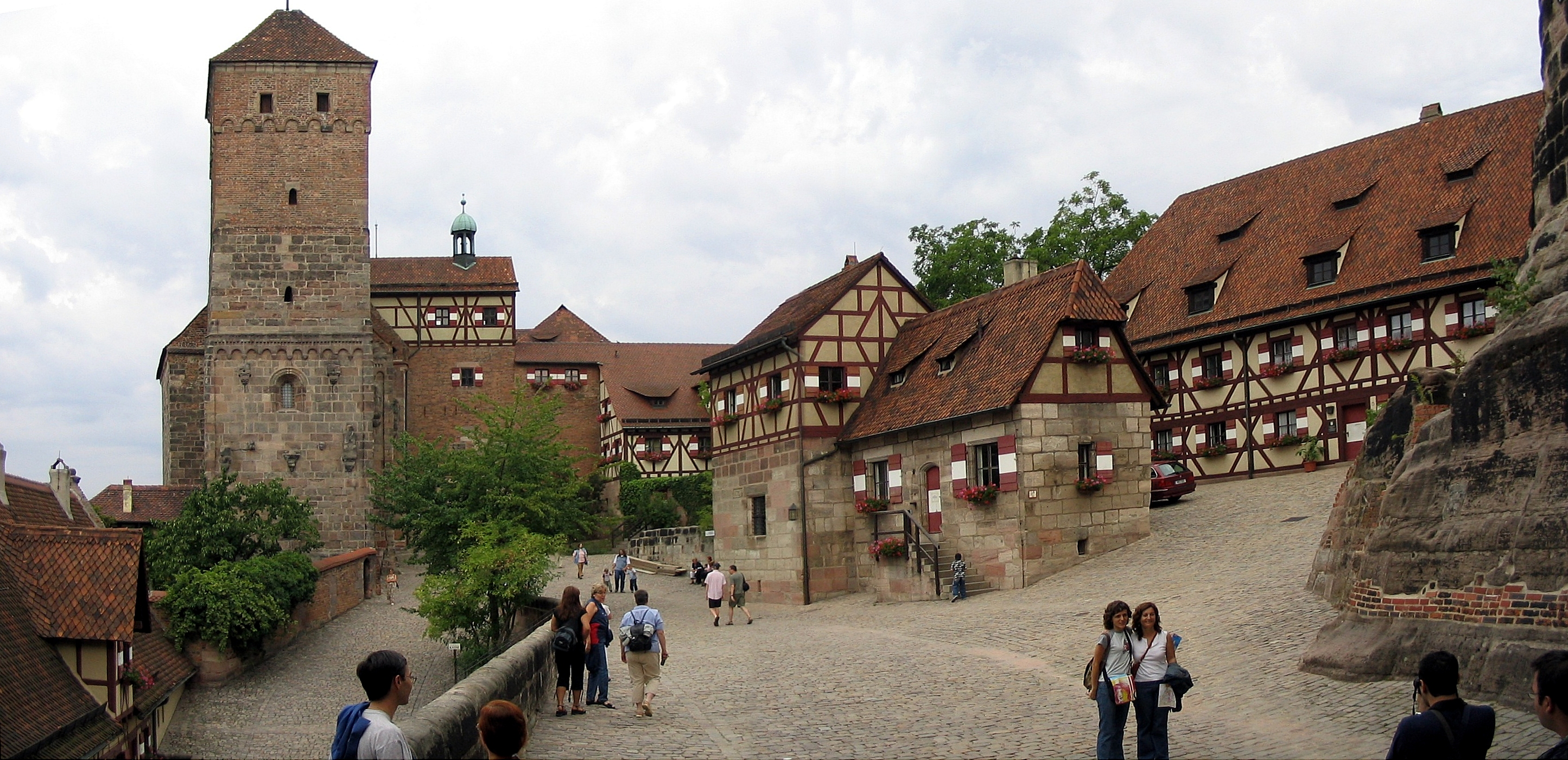
Cortile del castello imperiale di Norimberga, Baviera, Germania

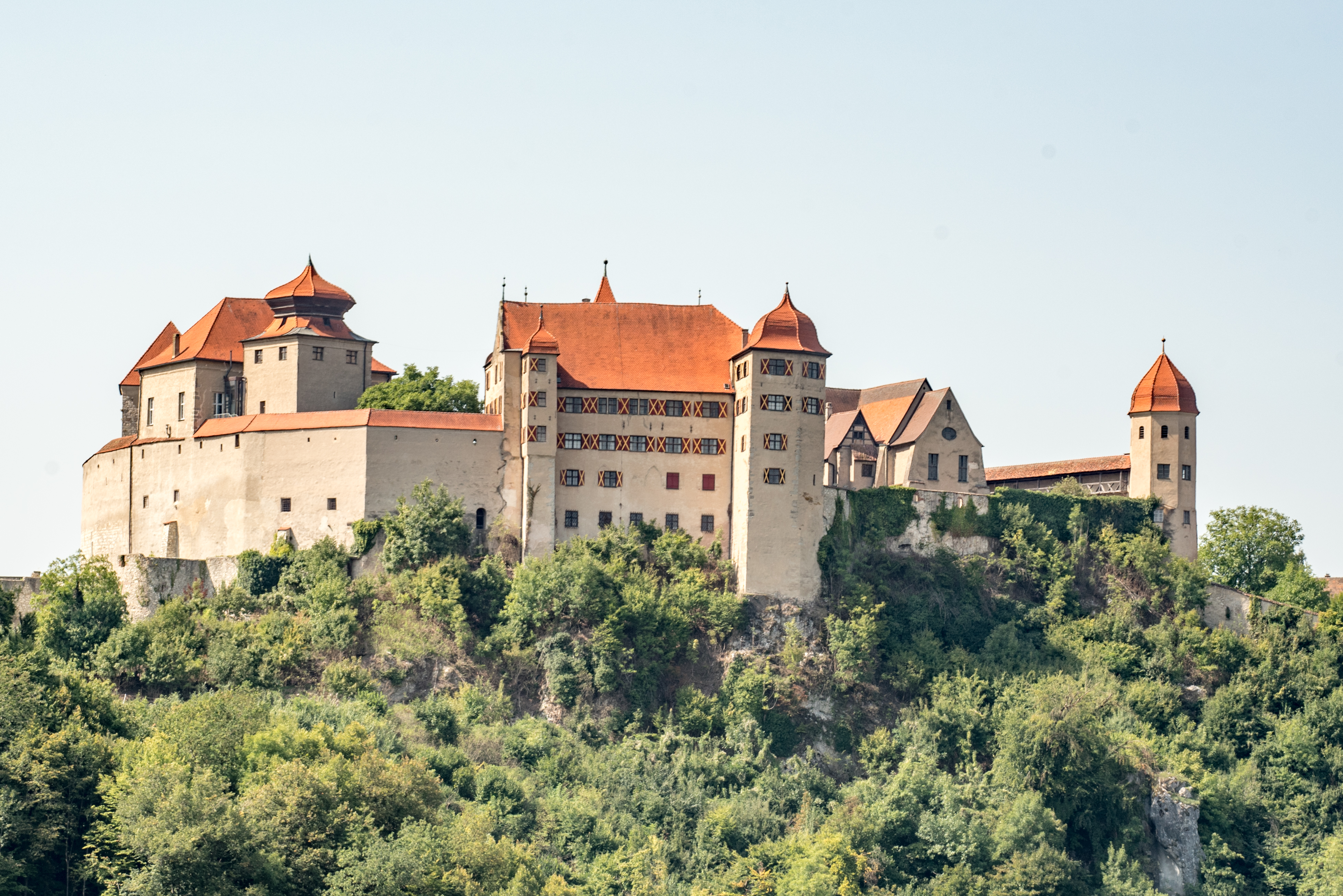
Castello di Harburg

### Francia
- Castello di Haut-Kœnigsbourg, Orschwiller, Alsazia

### Germania

#### Baden-Württemberg
- Castello di Grüningen, Markgröningen
- Castello di Stettenfels, Untergruppenbach

#### Baviera
- Castello di Norimberga, Norimberga
- Castello di Harburg, Harburg (Svevia)
- Castello di Königsberg, Königsberg
- Castello di Schwedenschanze, Cham
- Castello di Wildenberg, Kirchzell

#### Assia
- Boyneburg, Sontra
- Castello di Friedberg, Friedberg
- Palazzo di Gelnhausen, Gelnhausen
- Castello di Hayn, Dreieichenhain
- Castello di Kalsmunt, Wetzlar
- Castello di Münzenberg, Münzenberg

#### Bassa Sassonia
- Harliburg, Vienenburg

#### Renania Settentrionale-Vestfalia
- Castello di Berenstein, Bergstein

#### Renania-Palatinato
- Castello di Berwartstein, Erlenbach bei Dahn
- Castello di Cochem, Cochem
- Castello di Guttenberg, Oberotterbach
- Castello di Hammerstein, Hammerstein
- Castello di Landeck, Landau
- Castello di Landskron, Bad Neuenahr-Ahrweiler
- Castello di Lindelbrunn, Vorderweidenthal
- Castello di Meistersel, Ramberg
- Ramburg, Ramberg
- Castello di Trifels, Annweiler
- Wegelnburg, Schönau
- Wildburg, Sargenroth
- Castello Berenstein

#### Saarland
- Castello di Kirkel, Neuhäusel

#### Turingia
- Castello di Kyffhausen, Steinthaleben

### Svizzera
- Castello di Gümmenen, Gümmenen, Canton Berna
- Castello di Nydegg, Berna, Canton Berna
- Castello di Weissenau, Unterseen, Canton Berna